# Grimpar de Zimmer
Dendroplex kienerii
Espèce
Répartition géographique
Statut de conservation UICN

 LC  : Préoccupation mineure
Le Grimpar de Zimmer (Dendroplex kienerii) est une espèce de passereaux de la famille des Furnariidae.

## Nomenclature
Son nom est attribué de l'ornithologue américain John Todd Zimmer (1889-1957).
Son épithète spécifique est en l'honneur du zoologiste Louis-Charles Kiener (1799-1881).

## Répartition
Il fréquente les rivages du bassin de l'Amazone.